# 岩前镇 (三明市)
岩前镇是中国福建省三明市三元区下辖的一个镇。

## 行政区划
岩前镇共辖1个居委会及12个行政村，分别是：
阳岩居委会、岩前村、吉口村、乌龙村、下寨村、星桥村、欧坑村、增坊村、白叶坑村、眉山村、富源村、忠山村、横坑村。